# Härsbacka
Härsbacka är en tidigare småort i Österåkers kommun i Stockholms län, belägen öster om Åkersberga och norr om Flaxenvik. Från 2015 räknas orten som en del av tätorten Åkersberga och småorten upplöstes.